# Joseph Marwa
Joseph Marwa, född den 15 juli 1964 i Mara, Tanzania, är en pensionerad boxare från  Tanzania som representerade sitt land vid två sommar-OS och ett Commonwealth Games. Hans smeknamn som boxare var "The hungry lion". 